# Eufrosina (imperatrice)
Eufrosina (790 – dopo l'836) è stata un'imperatrice bizantina, era figlia dell'imperatore bizantino Costantino VI e della sua prima moglie, Maria di Amnia.
Fu basilissa come consorte di Michele II l'Amoriano, fondatore della dinastia amoriana, e fu l'ultima rappresentante della dinastia Isauriana.

## Biografia
Quando Costantino VI divorziò dalla madre di Eufrosina, costrinse quest'ultima e la figlia a prendere l'abito monacale e ad essere recluse in un convento.
Michele II, rimasto vedovo della sua prima moglie Tecla, riuscì tuttavia a sposare Eufrosina, nell'820, nonostante ella fosse da tempo diventata monaca. Il loro matrimonio fu felice e servì a Michele II per rafforzare la propria legittimità sul trono di Bisanzio.
Eufrosina fu vicina al marito fino al punto di morte, fu lei a chiudere gli occhi a Michele II (si spense per cause naturali nell'829 e gli succedette il figlio Teofilo).
Teofilo, che era figlio della prima moglie di Michele II, non vedeva di buon occhio la matrigna, invisa anche a molti componenti della corte bizantina, che ancora vedevano l'unione tra Michele II ed Eufrosina come una cosa scandalosa. Teofilo fece quindi nuovamente rinchiudere Eufrosina in un convento.
Sembra che Eufrosina avesse fatto in modo che Teofilo e Teodora si sposassero e questa unione contribuì alla fine dell'iconoclastia. E fu sempre Eufrosina che, durante a una rivolta che stava per scoppiare a Costantinopoli contro l'imperatore che si trovava in campagna militare contro gli arabi, mandò ad avvisare l'imperatore su ciò che stava accadendo, in modo che potesse tornare e soffocare la rivolta.

## Ascendenza
|                        |              |       | Genitori         |  |  | Nonni |  |  | Bisnonni     |  |  | Trisnonni          |  |
|                        |              |       |                  |  |  |       |  |  | Costantino V |  |  | Leone III Isaurico |  |
|                        |              |       |                  |  |  |       |  |  | Costantino V |  |  | Leone III Isaurico |  |
|                        |              | Maria |                  |  |  |       |  |  | Costantino V |  |  |                    |  |
| Leone IV il Cazaro     |              |       |                  |  |  |       |  |  | Costantino V |  |  |                    |  |
|                        |              | Irene | Bihar (Khazaria) |  |  |       |  |  |              |  |  |                    |  |
|                        |              | Irene | Bihar (Khazaria) |  |  |       |  |  |              |  |  |                    |  |
|                        |              | Irene | …                |  |  |       |  |  |              |  |  |                    |  |
| Costantino VI          |              | Irene |                  |  |  |       |  |  |              |  |  |                    |  |
|                        |              | …     | …                |  |  |       |  |  |              |  |  |                    |  |
|                        |              | …     | …                |  |  |       |  |  |              |  |  |                    |  |
|                        |              | …     | …                |  |  |       |  |  |              |  |  |                    |  |
| Irene d'Atene          |              | …     |                  |  |  |       |  |  |              |  |  |                    |  |
|                        |              | …     | …                |  |  |       |  |  |              |  |  |                    |  |
|                        |              | …     | …                |  |  |       |  |  |              |  |  |                    |  |
|                        |              | …     | …                |  |  |       |  |  |              |  |  |                    |  |
| Eufrosina              |              | …     |                  |  |  |       |  |  |              |  |  |                    |  |
|                        | San Filareto | …     |                  |  |  |       |  |  |              |  |  |                    |  |
|                        | San Filareto | …     |                  |  |  |       |  |  |              |  |  |                    |  |
|                        | San Filareto | …     |                  |  |  |       |  |  |              |  |  |                    |  |
| figlio di San Filareto | San Filareto |       |                  |  |  |       |  |  |              |  |  |                    |  |
|                        |              | …     | …                |  |  |       |  |  |              |  |  |                    |  |
|                        |              | …     | …                |  |  |       |  |  |              |  |  |                    |  |
|                        |              | …     | …                |  |  |       |  |  |              |  |  |                    |  |
| Maria di Amnia         |              | …     |                  |  |  |       |  |  |              |  |  |                    |  |
|                        |              | …     | …                |  |  |       |  |  |              |  |  |                    |  |
|                        |              | …     | …                |  |  |       |  |  |              |  |  |                    |  |
|                        |              | …     | …                |  |  |       |  |  |              |  |  |                    |  |
| Ipazia                 |              | …     |                  |  |  |       |  |  |              |  |  |                    |  |
|                        |              | …     | …                |  |  |       |  |  |              |  |  |                    |  |
|                        |              | …     | …                |  |  |       |  |  |              |  |  |                    |  |
|                        |              | …     | …                |  |  |       |  |  |              |  |  |                    |  |
|                        |              | …     |                  |  |  |       |  |  |              |  |  |                    |  |